# Aerarium
Az aerarium' az ókori római államkincstár neve volt. Ide folytak be a különböző adók, illetve innen fedezték a rendszeres kiadásokat.

## Felosztása
A bevétel forrássa és cél szerint az aerarium további részekre bontható, amelyek az alábbiak:
- Aerarium populi Romani - klasszikus értelemben vett államkincstár. Saturnus temploma adott neki helyet, igazgatásáért a quaestorok tartoztak felelősséggel, akik a Senatus irányítása alatt végezték ezt a tevékenységüket. Az állami vagyonon túl itt tárolták a legiok jelvényeit (pl aquila), a réztáblára vésett törvényeket, a szenátusi határozatokat és különböző nyilvántartásokat.
- Aerarium sanctius - vésztartalék esetére fenntartott pénzalap, helye szintén a Saturnus-templom.
- Aerarium militare - Augustus által i.e. 6. körül létrehozott alap, célja a hadseregfenntartással kapcsolatos költségek kezelése.

## Lásd még
- Fiscus.